# Постање 1, 1
Постање 1, 1 је први стих прве главе Прве књиге Мојсијеве у Светоме писму и почетак приповести о стварању света.

## Хебрејски текст
У Масоретском тексту стих гласи:
- Оригинално: בְּרֵאשִׁית בָּרָא אֱלֹהִים אֵת הַשָּׁמַיִם וְאֵת הָאָרֶץ
- Транскрибовано: Берешит бара Елохим ет хашамајим ве'ет ха'арец.

Састоји се од 7 речи:
1. Берешит (בְּרֵאשִׁית): У почетку.[1]
2. бара (ברא): створи. Реч је у облику једнине мушког рода, тако да се подразумева „он“; посебност овог глагола је у томе што се користио само за Бога.[2]
3. Елохим (אלהים): назив за Бога, без обзира да ли Бога Израела или богова других народа; користи се у целој Првој књизи Мојсијевој, а супротно је фрази Јахве Елохим, „Бог Јахве“, уведеној у Првој Мојсијевој. Елохим је у хебрејском множина која се односи на три или више ствари (у том језику постоји једнина, множина за две ствари и множина када се говори за три или више). Дакле, дослован превод би био „У почетку створи Богови...” Ово се може тумачити да је Елохим синоним за Свето Тројство.
4. ет (אֵת): реч која се користи испред директног објекта над којим се врши радња, у овом случају „небо и земљу”, што указује да је то оно што је (Бог) „створио”.
5. Хашимајим ве'ет ха'арец (הַשָּׁמַיִם וְאֵת הָאָרֶץ): небо и земља. Ово је меризам, фигура говора која указује на то да те две ставке не представљају „небо“ и „земљу“ појединачно, већ „све“ (скупа), читав космос.[3]
6. ха је одређени члан, еквивалентан речи (члану) „он“, „тај“.
7. ве је везник, на српском „и”.

## Превод
Превод Ђура Даничића, који је и данас активан, гласи: У почетку створи Бог небо и земљу.
Постање 1, 1 може се разумети (и превести) на српски језик на најмање три начина:
1. Као изјава да је космос имао апсолутни почетак (У почетку створи Бог небо и земљу.).
2. Као изјава која описује стање света када је Бог почео да ствара (Када је у почетку створио Бог небо и земљу. А земља бјеше без обличја и пуста.)
3. Узимајући све од Постања, укључујући други стих исте књиге као допунске информације (Када у почетку створи Бог небо и земљу, земља је била неукроћена и безоблична.)
4. Узимајући цело биће из Постања 1, 2, 3 као позадинске информације (Када у почетку створи Бог небо и земљу. А земља бјеше без обличја и пуста... И рече Бог: нека буде свјетлост.).[4]

## Критика
Постање 1, 1 се широко узима као ауторитет за јудео-хришћанску доктрину стварања ни из чега (екс нихило стварање), али већина научника који проучавају Свето писмо је сагласно да је овај стих строго лингвистички, а да егзактни темељи ове тврдње нису приоритетна опција као и то да се она не може директно наћи у Постању нити у целом Танаху. Свештеници који су о Постању писали између 500. и 400. године пре нове ере, нису се бавили пореклом материје (односно којим је материјалом Бог створио настањиви космос), већ утврђивањем судбина. Иста ситуација је била и на почетку другога века нове ере, иако су ранохришћански научници и филозофи почињали да виде све већу напетост између идеје стварања света и свемоћи Бога, али почетком трећега века та напетост је решена, а формирање света је превазиђен концепт, а стварање екс нихило је постало основно почело хришћанске теологије.